# Kovácspataki-hegyek
A Kovácspataki-hegyek (más néven Helembai-hegység, szlovákul Burda, korábban Kováčovské kopce) A Börzsöny Szlovákiába átnyúló része az Ipoly völgyének nyugati oldalán. Természetvédelmi terület.

## Fekvése
Az ország legdélibb fekvésű és legalacsonyabb hegysége, ami sajátos mikroklímával rendelkezik. A Visegrádi-hegységtől északra, a Duna bal partján emelkednek. Délről a Duna, keletről az Ipoly, északról Leléd és Bajta községek, nyugatról Garamkövesd, a Garam és a Bajtai-patak határolja. Nevét a Garamkövesd és Helemba között a keskeny parti sávban húzódó Kovácspatak üdülőtelepről kapta.

## Hegy- és vízrajza, geomorfológiája
Legnagyobb szélessége 3,5 km, hosszúsága 7,5 km. Legmagasabb csúcsa a 395 m  magas Keserős-hegy (Kopasz-hegy / Plesivec), mégis jellemző, domináns hegytetőként az ettől kb. 500 m-re északkeletre emelkedő 388 m magas Bordahegyet (Burdov) adják meg a leírások.
Garamkövesd fölött a 218 m-es Fekete-hegy (Cierna hora) magasodik. Keletebbre a Kovácspataki-sziklák sorakoznak, ezektől északra emelkedik a 375 méter magas Király-hegy (Králova hora). A Ballag-hegy (272 m) és a Nyerges között található a Nagy-völgy.
Rövid vízfolyásai délen Kovácspatak, északon a Bajta környékén vannak. Leghosszabb a Nagy-völgyben eredő és Helemba nyugati szélén a Dunába torkolló Dóna-patak (kb. 3,5 km hosszú).
Földtanilag a Börzsönnyel rokon, miocén-kori vulkanikus eredetű andezitből épül fel, amelyet helyenként üledékes kőzetek, lösz borít.

## Éghajlati jellemzők
Az éves csapadék mennyisége 550 – 600 mm. A januári középhőmérséklet -3°C, a júliusi +20°C, az éves 10,3°C. Ezzel Szlovákia legszárazabb és legmelegebb vidéke.

## Növény- és állatvilága
Területén fellelhetőek a posztglaciális és xerotermofiláris (szárazságtűrő) sztyeppei növénytársulások.
Különleges, jellemző növényi az érdeslevelű árvalányhaj, a magyar zergevirág, a dunai szegfű, a fekete kökörcsin, a leánykökörcsin, a pusztai meténg és a törpemandula.
Állatvilágából megemlítendő a vadmacska, a pannon gyík, a bajszos sármány, az uhu, a vándorsólyom, a darázsölyv, a holló és a télen rendszeresen megfigyelhető hajnalmadár.

## Természetvédelmi területei, túraútvonalai
A Kovácspataki-hegyek területén két természetvédelmi területet is találunk. Mindkettőt 1966-ban hozták létre: az egyiket Kovácspataki-hegyek (dél) elnevezéssel 364 hektár területen, a másikat – a korábbi Lelédi-erdőt – Kovácspataki-hegyek (észak) elnevezéssel 199 hektár területen.
A térségben három jelezett turistaút halad. A piros jelzés Garamkövesdről keletre a Kovácspataki-sziklákon át Kovácspatak (volt) vasúti megállóhelyéig; a sárga jelzés Kovácspatak vasúti megállóhelytől keletre Kovácspatak üdülőterületre, a kék jelzés pedig – ez utóbbi folytatásaként – észak felé fordulva a Nagy-völgyön keresztül az Ipoly-menedékházig (Helembaipusztai vadászházig), innen nyugatra egy ideig a Bajtára vezető erdőgazdasági úton halad, majd tovább, a Király-hegy alatti Rakottyás-tó felől csatlakozik a piros jelzésű ösvénybe. A sziklákról páratlan kilátás nyílik Párkány, Esztergom és a Visegrádi-hegység felé.
A tájat és élővilágát Garamkövesd és Kovácspatak között – kb. 2 óra alatt bejárható, 6 állomást tartalmazó, 5 km hosszú és 220 m szintkülönbségű – természetvédelmi tanösvény mutatja be a piros turistajelzés mentén.

## Galéria

### Nyári képek

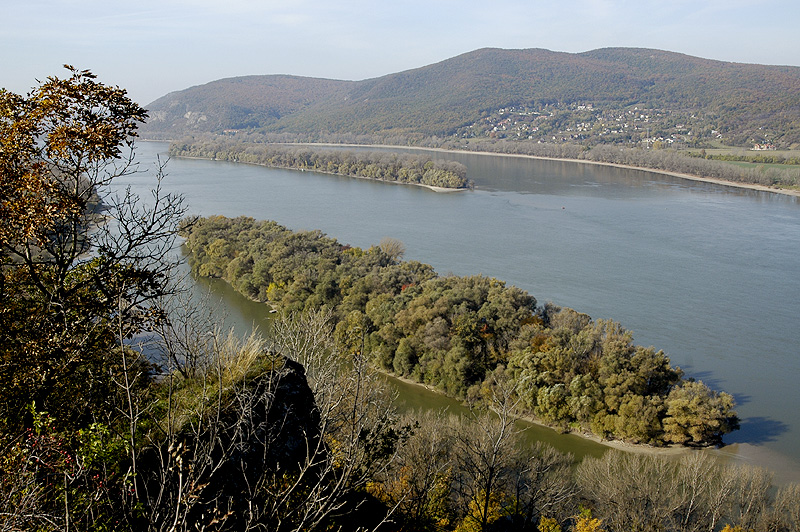
A Kovácspataki-hegyek panorámája a Duna bal partján. (elöl a Törpe-sziget, hátul a Helemba-sziget látható)
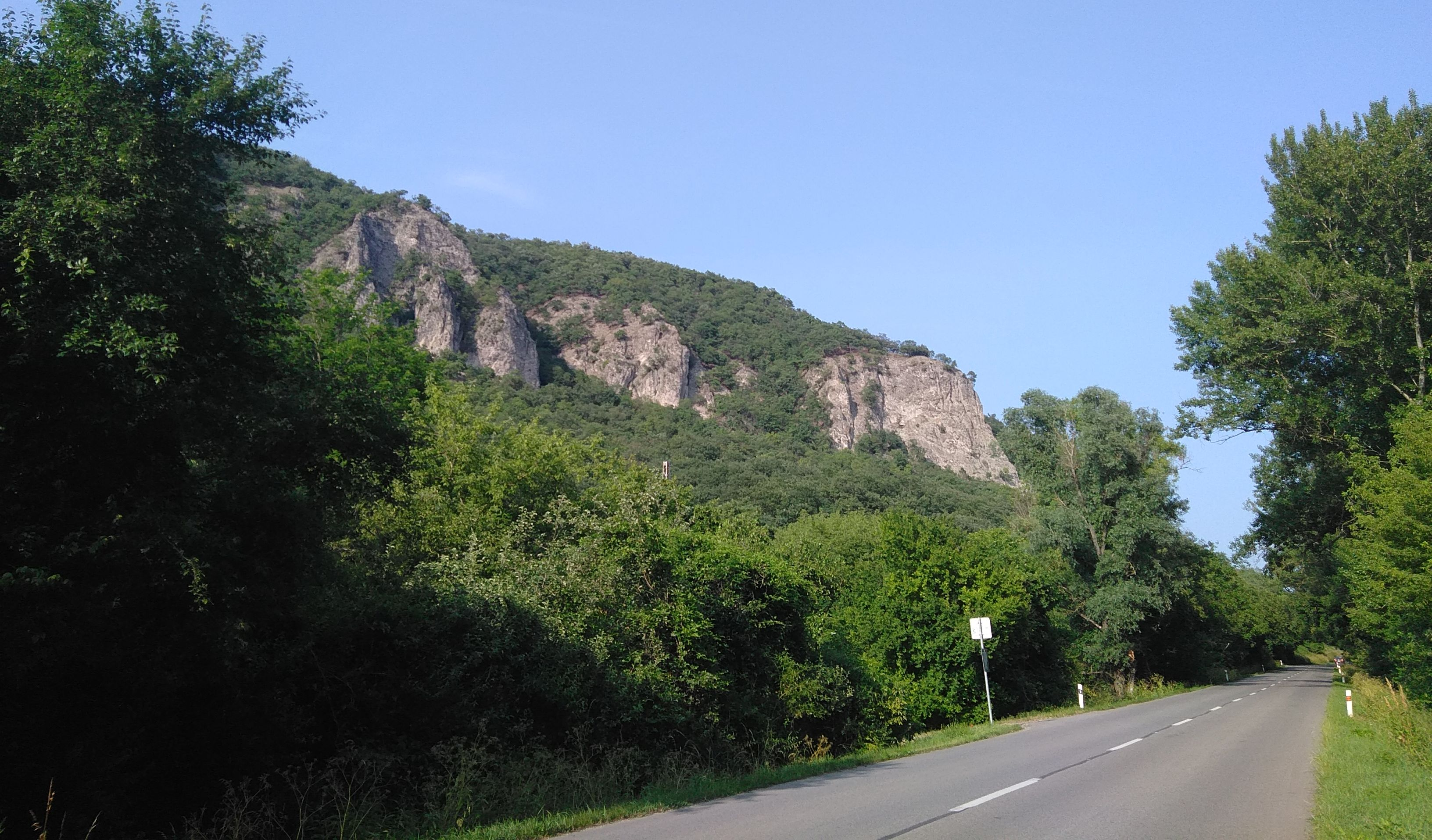
Kovácspataki-sziklák 01
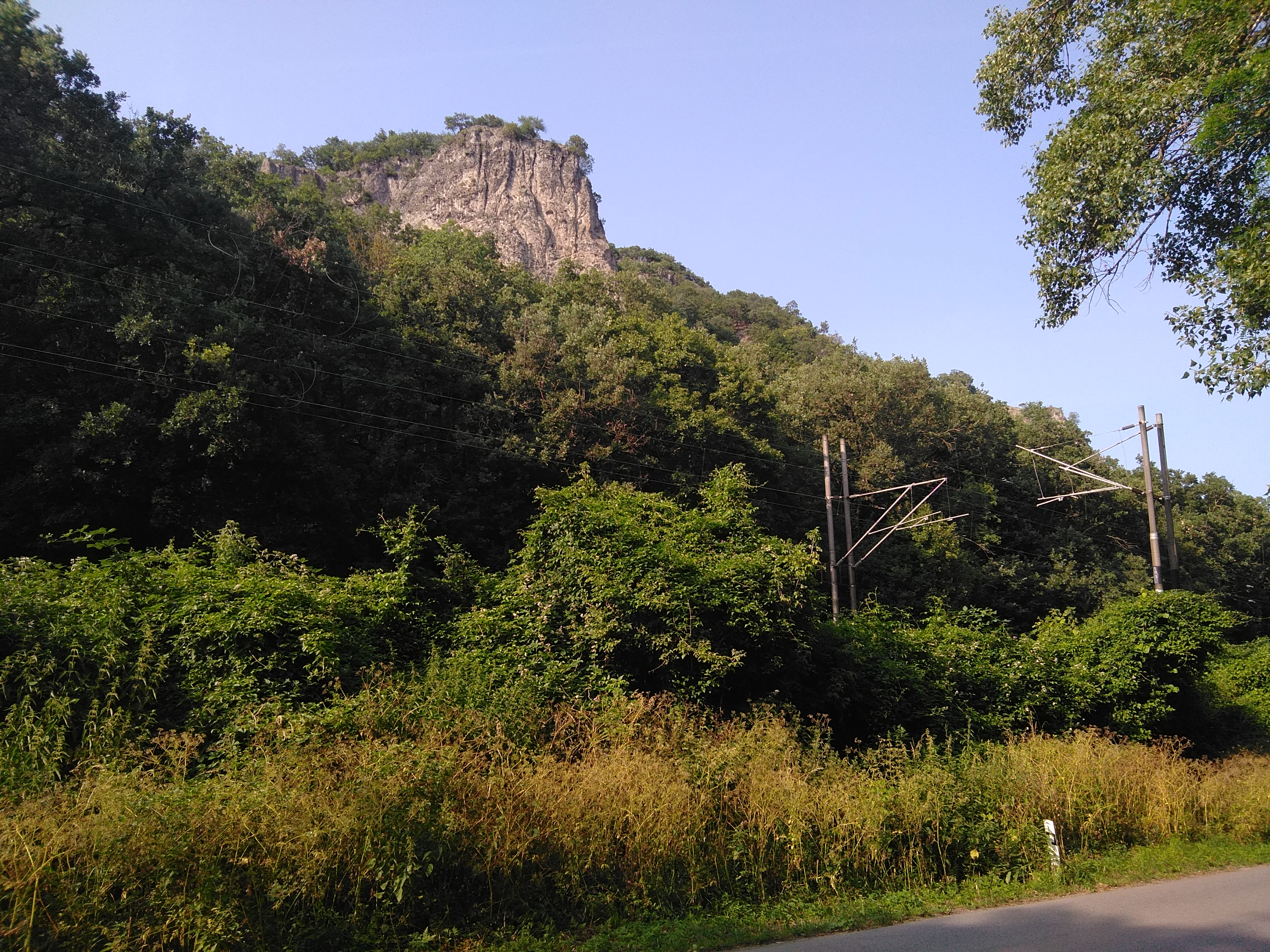
Kovácspataki-sziklák 02 (A sziklák alatt, közvetlenül a parton a Párkány - Szob vasútvonal halad.)
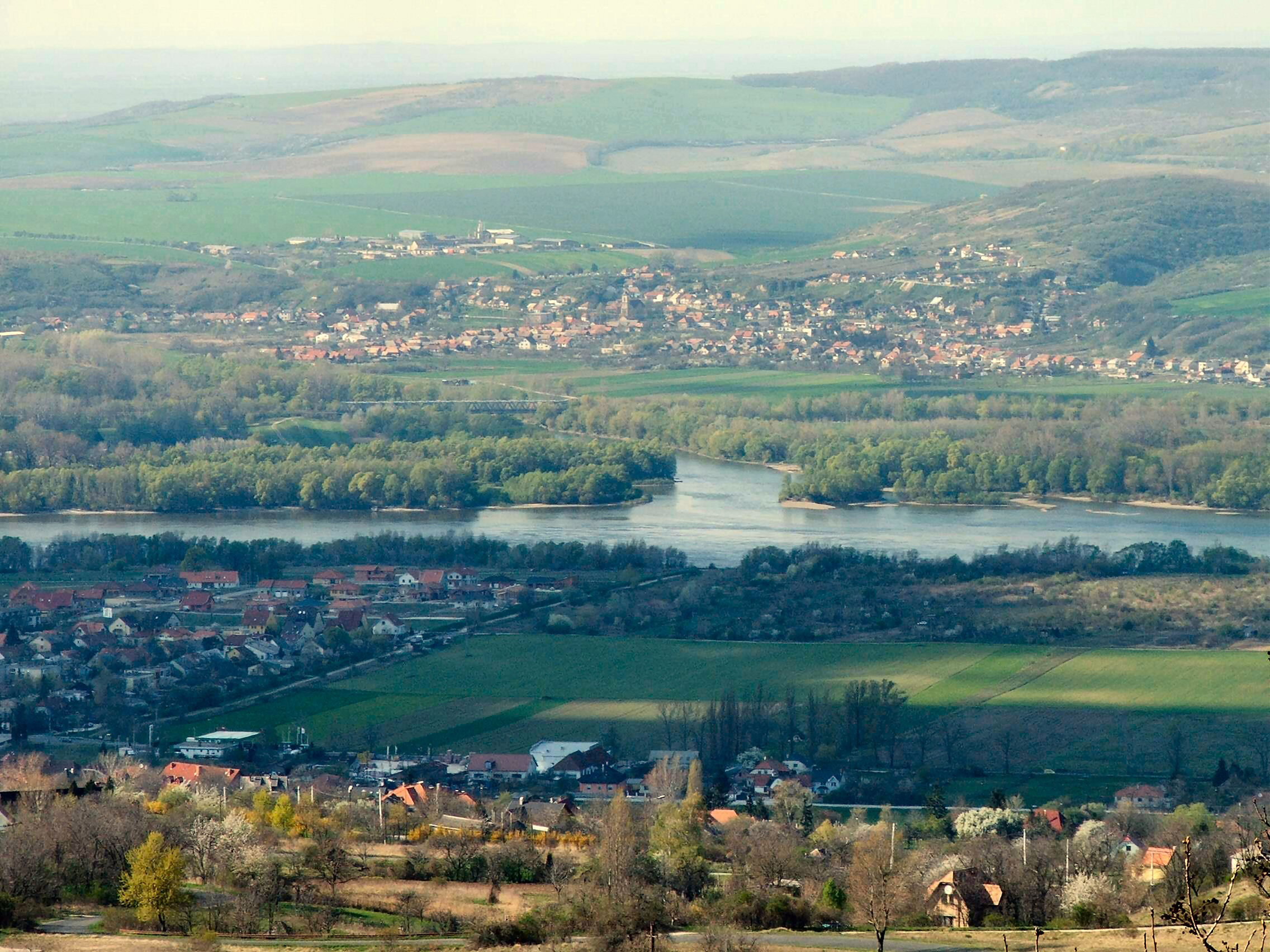
A Garam dunai torkolata (az előtérben Esztergom Szentgyörgymező városrésze, a háttérben Garamkövesd)

### Téli képek

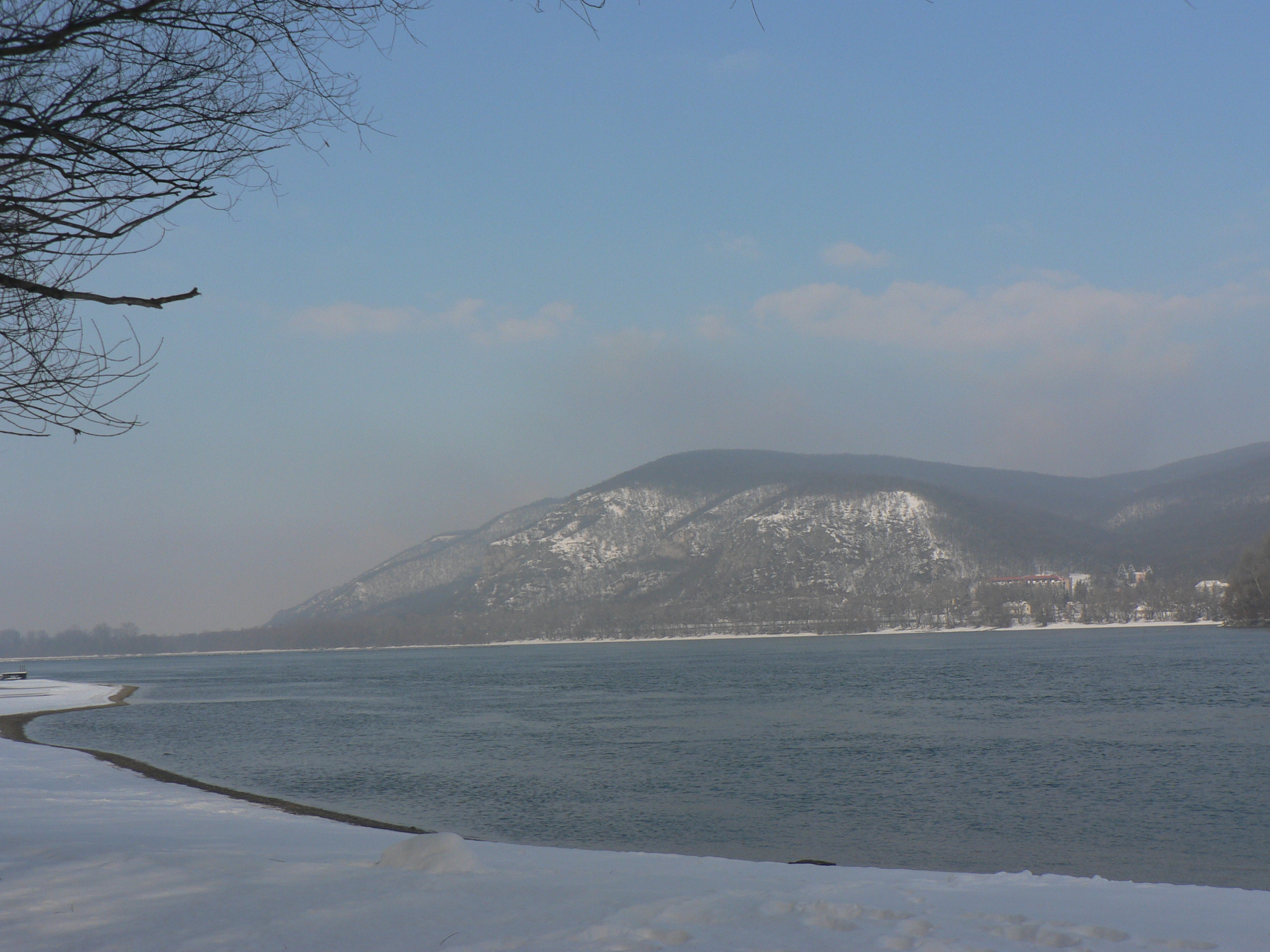
A Kovácspataki-hegyek az Esztergom melletti Fogarasi-sziget felől
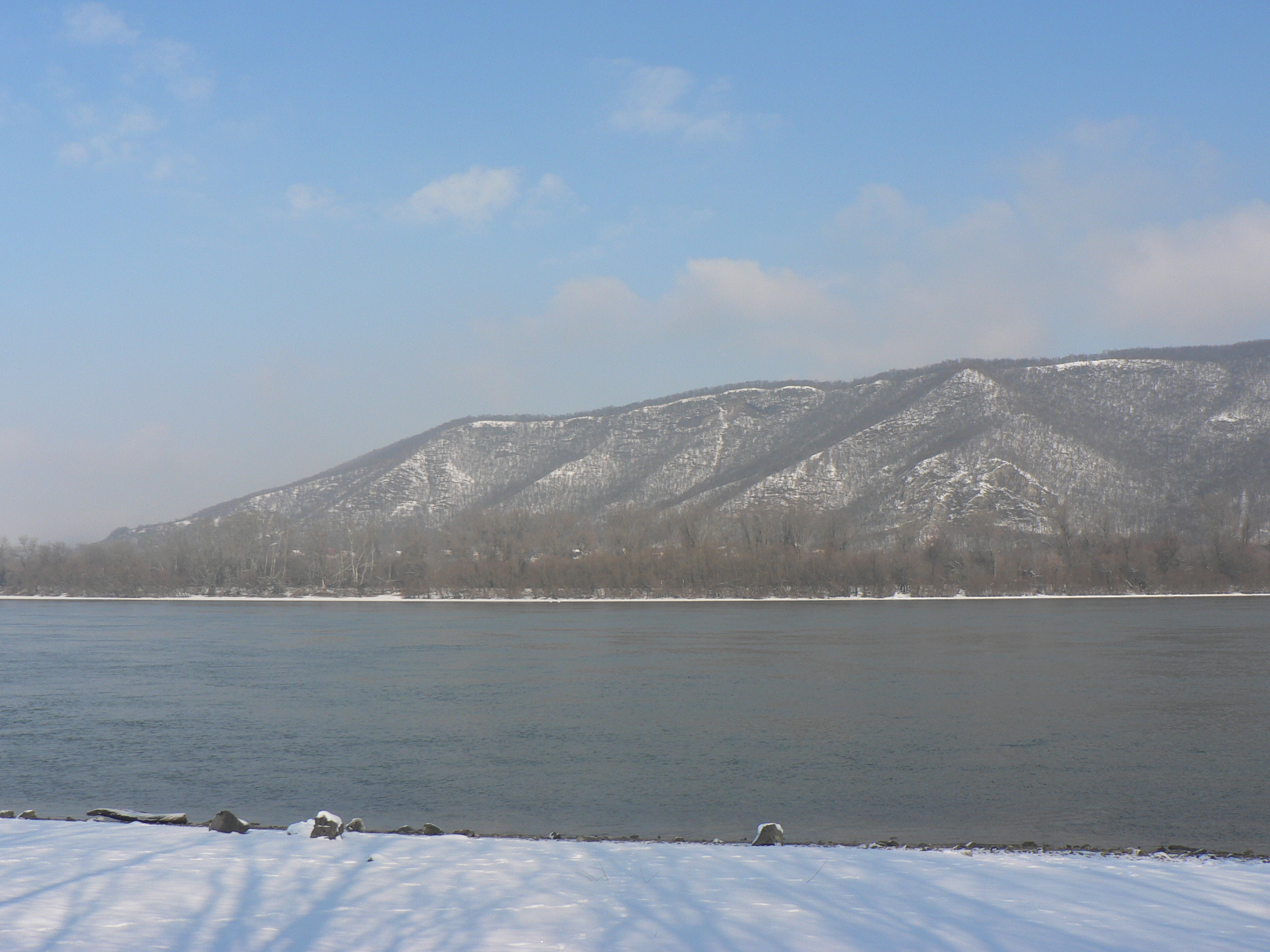
A Kovácspataki-hegyek az esztergomi Kis-tói dűlő felől
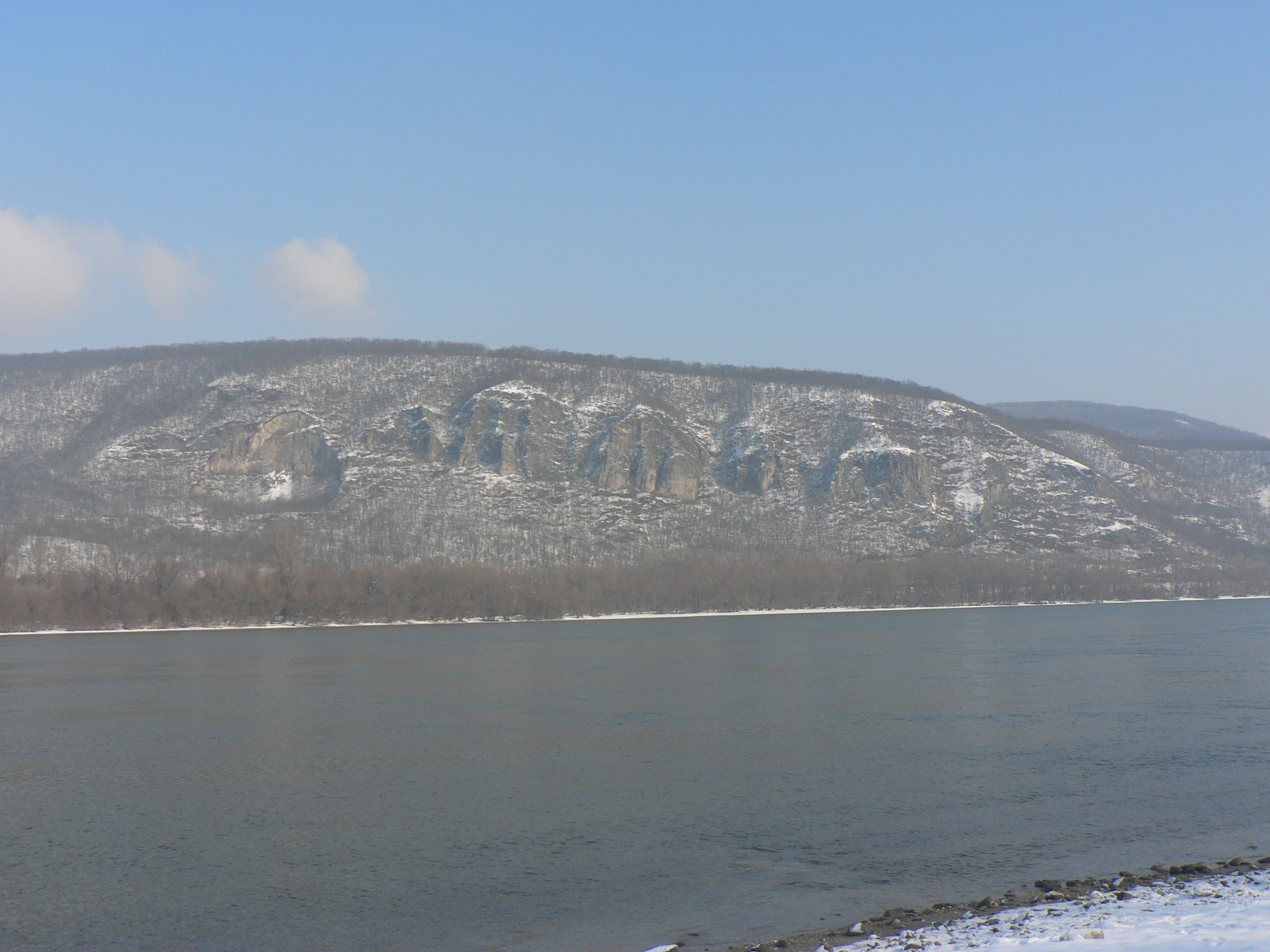
A Kovácspataki-hegyek az esztergomi Kis-tói dűlő felől
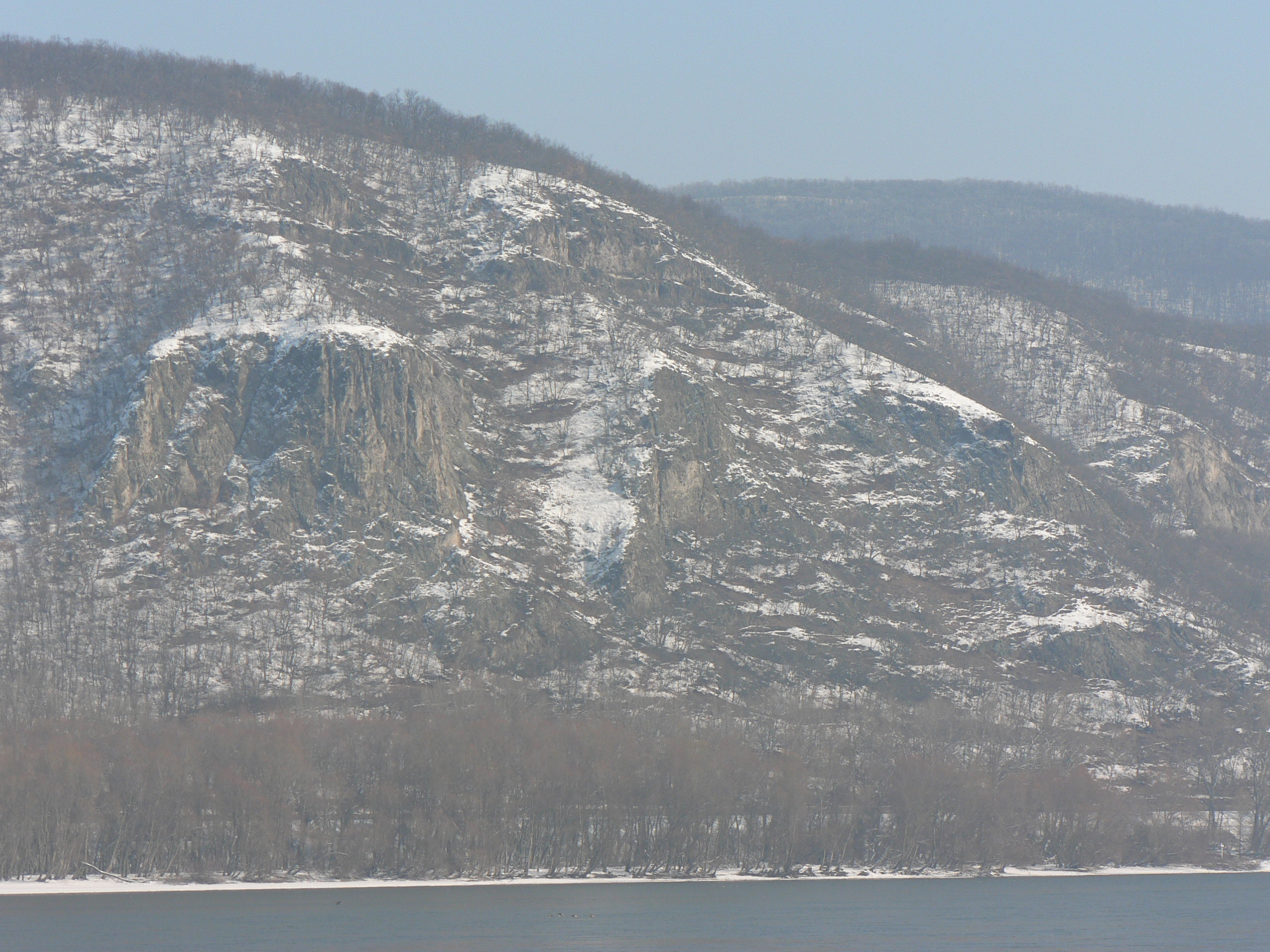
A Kovácspataki-hegyek az esztergomi Kis-tói dűlő felől
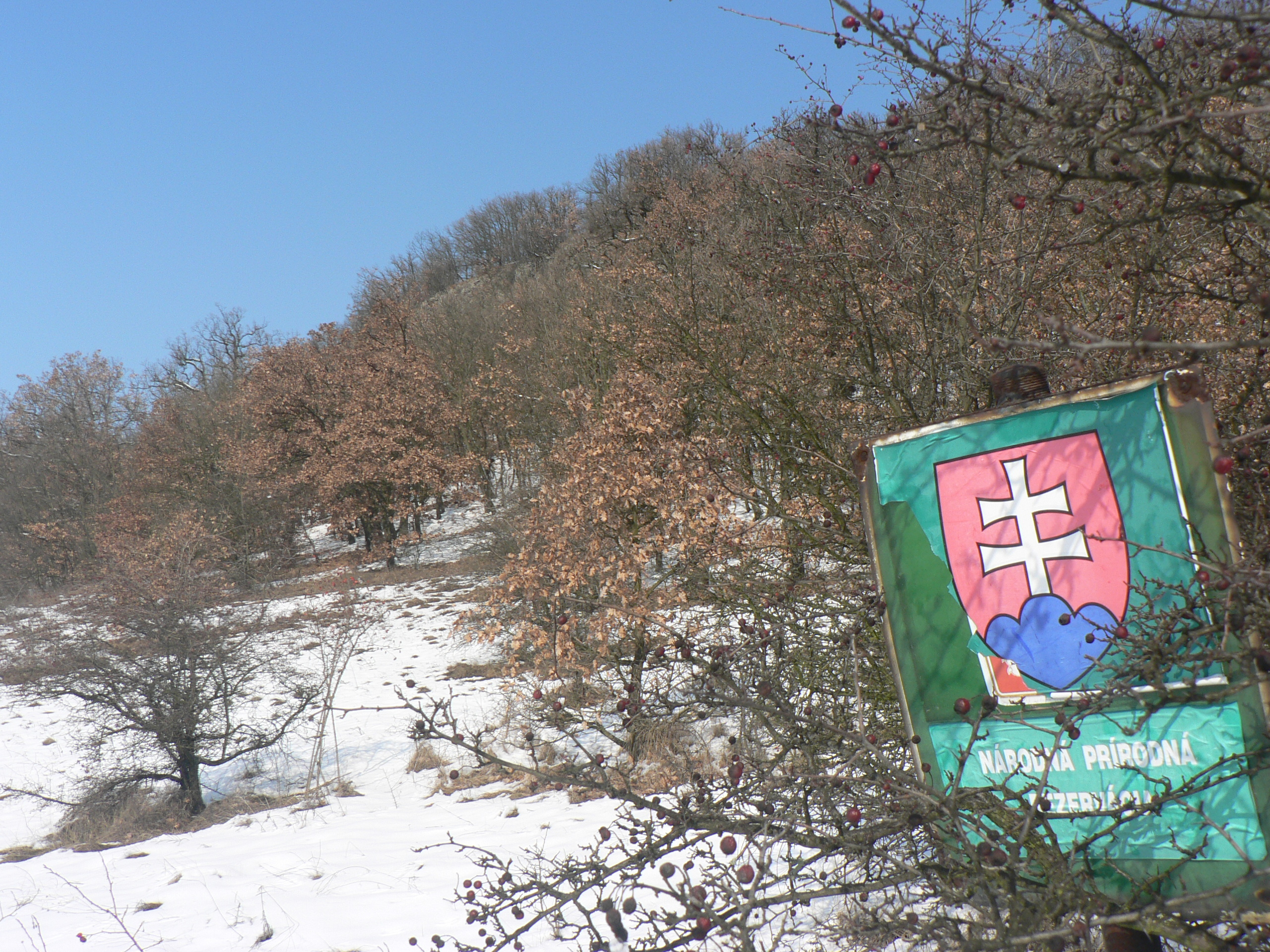
Természetvédelmi terület Garamkövesd mellett
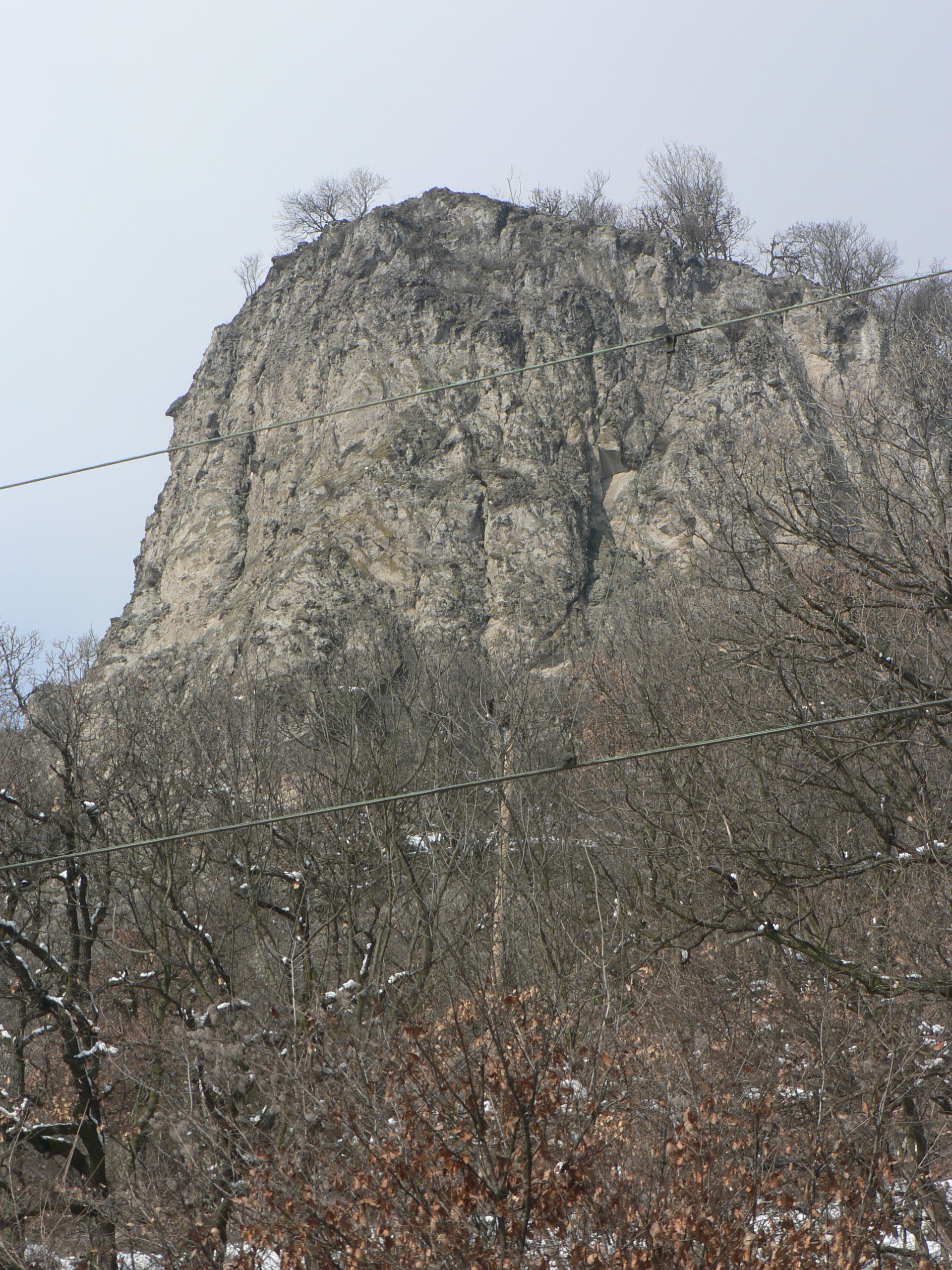
Inkább hegy, mint domb
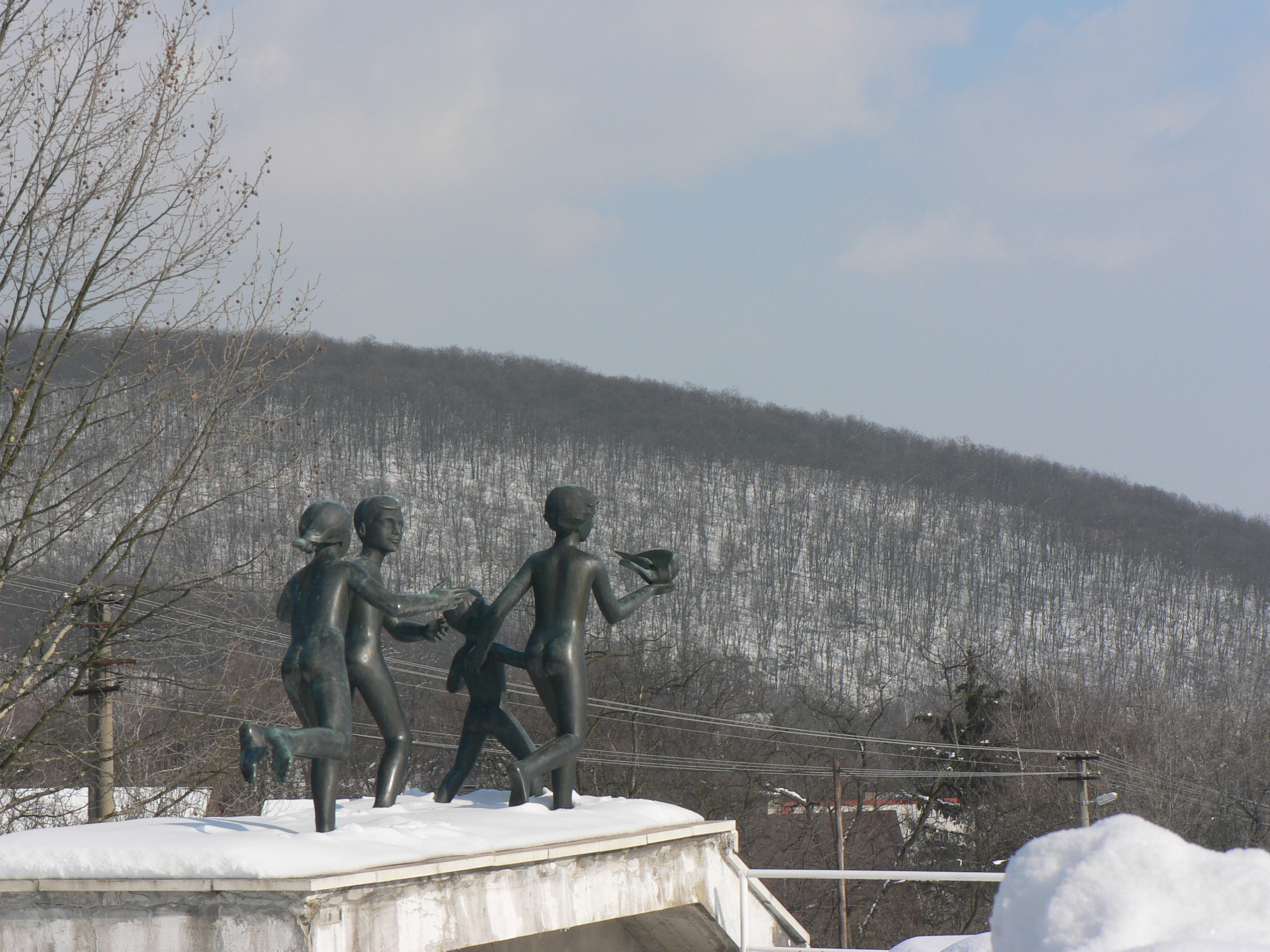
Kovácspataki-hegyek - Vidám galambröptető szoborcsoport a kovácspataki Panoráma Szálló előtt
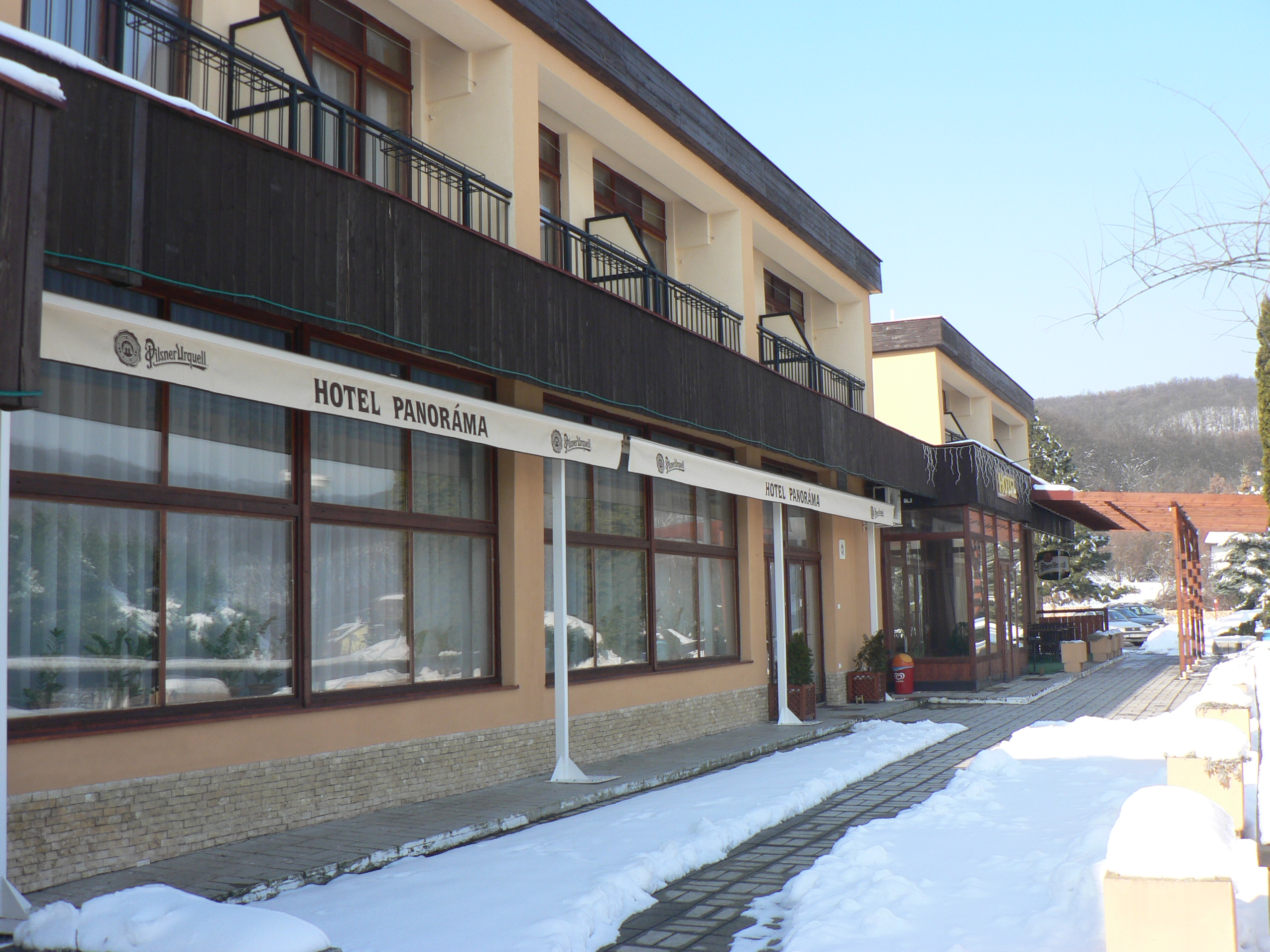
A Hotel Panoráma Kovácspatakon
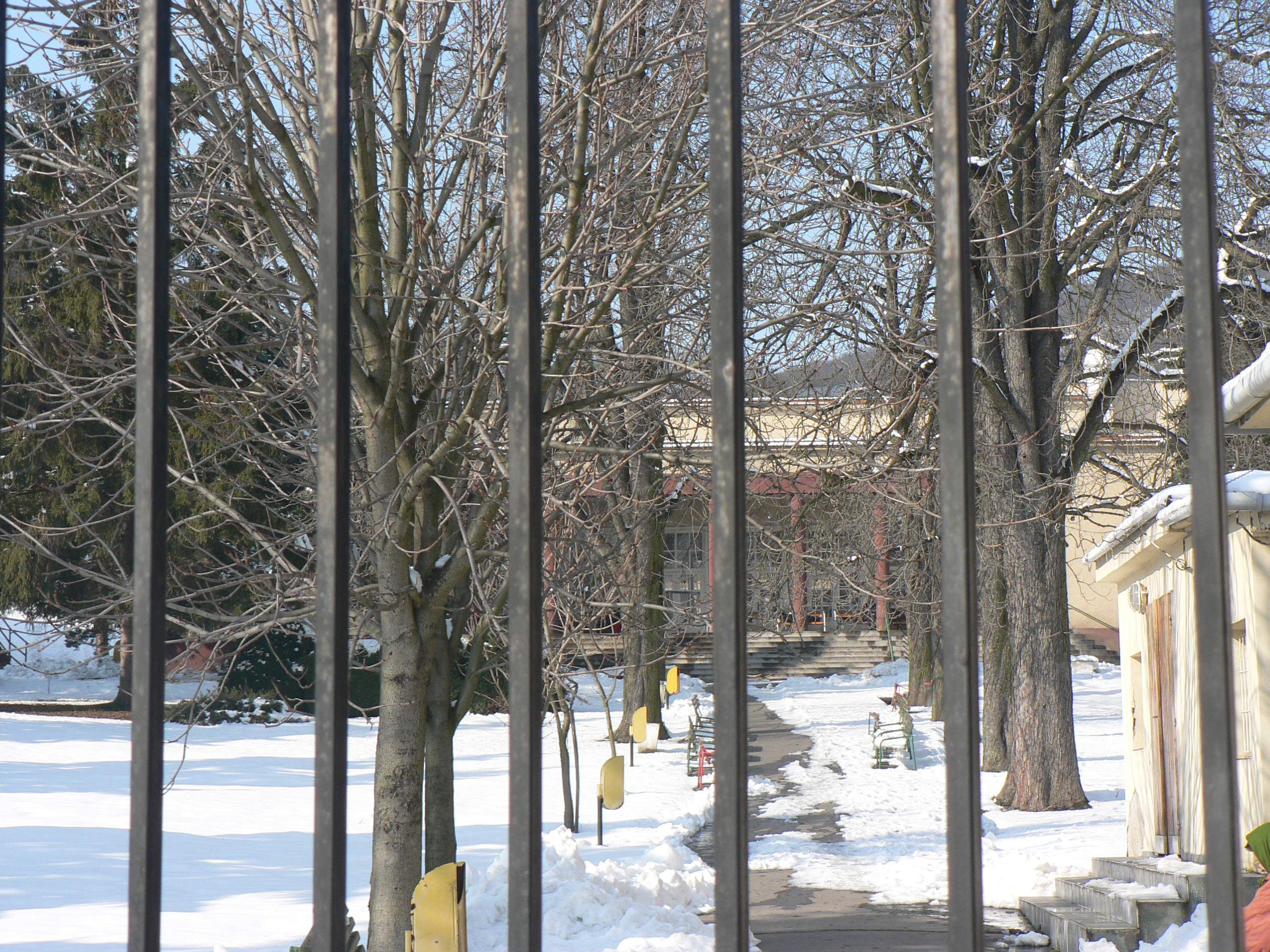
Felnőttek egész évben nyitva tartó szociális otthona Kovácspatakon - de messziről egy abbáziai nyaralót idéz
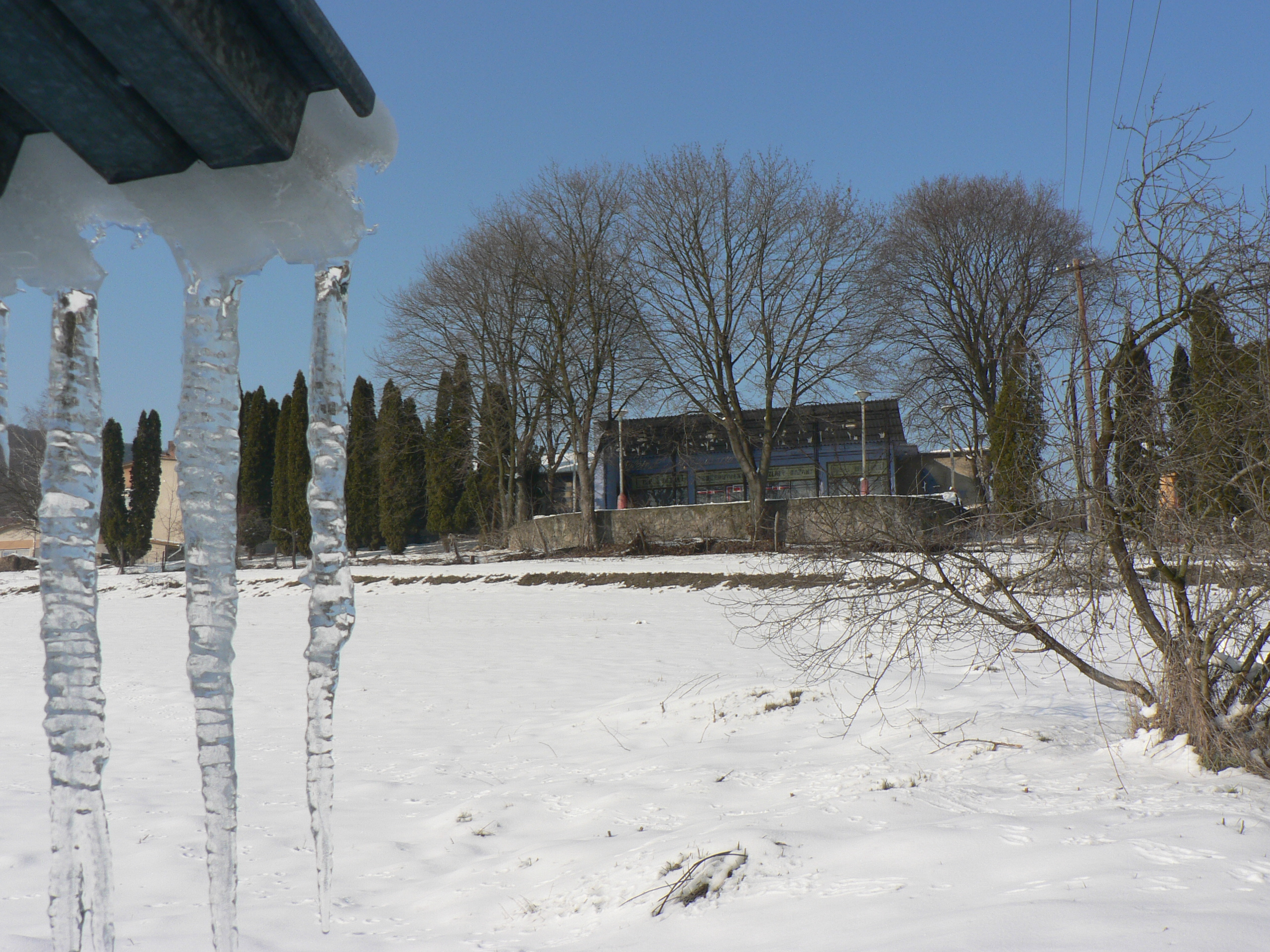
A Kék Hal elnevezésű vendéglátóipari egység Kovácspatakon
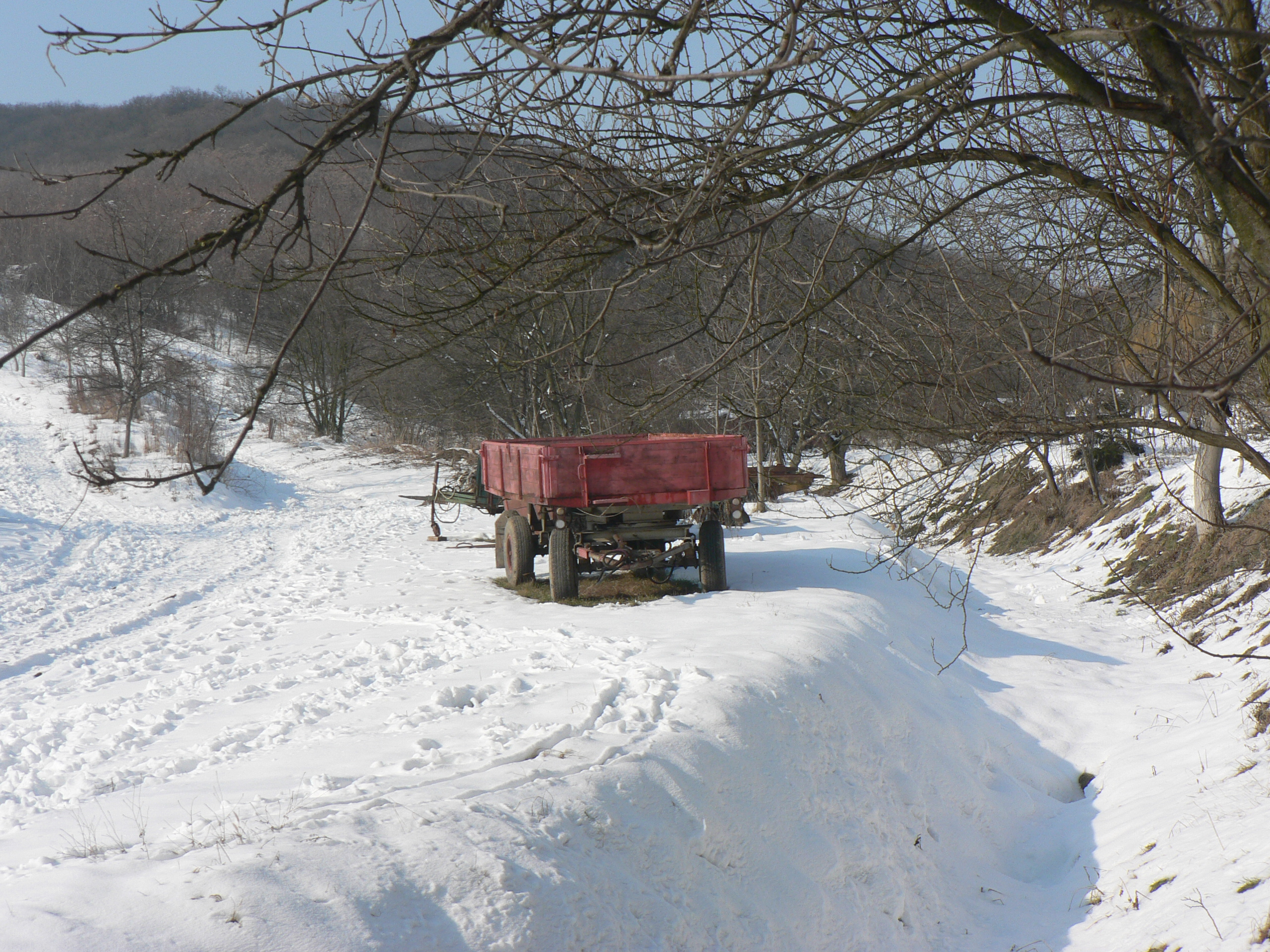
A vörös pótkocsi a Nagy-völgy bejáratánál

## Külső hivatkozások
- https://web.archive.org/web/20161016170434/http://www.chlabaturism.eu.sk/